# Alv Knutsson
Alv Knutsson (* um 1420; † 1496) war ein norwegischer Großgrundbesitzer, Häuptling und Mitglied des norwegischen Reichsrates.

## Familie
Seine Eltern waren der Lagmann in Västergötland und schwedische Reichsrat Knut Jonsson aus der Familie Tre Rosor († 1457) und dessen Frau Agnes Alvsdotter († um 1499). Er heiratete vor 1458 Magnhild Oddsdotter (um 1425–1499), Tochter von Odd Bottolvsson auf Finn Voss und dessen Frau Botild Torsteinsdotter. Durch Erbschaft und seine Ehe war er der größte weltliche Gutsbesitzer Norwegens im 15. Jahrhundert. Er wurde Reichsrat, war aber politisch nie stark engagiert.
Durch seine mütterliche Familie gehörte er der obersten Adelsschicht Norwegens an. Durch seine Ehe mit Magnhild verbanden sich zwei hochadlige Familien. Dies war im Spätmittelalter eine natürliche Folge der Großen Pest. Sie hatte eine Agrarkrise zur Folge gehabt. Der Wert der Grundstücke fiel rapide. Eheverträge konnten diesen Verlust ein wenig auffangen. Aber der Adel war personell ausgedünnt. Viele mussten sich im Ausland ihre Ehepartner suchen, andere mussten sozial tieferstehende Personen ehelichen.
Der Großvater Magnhilds Bottolv Eindridesson († 1388) wohnte nach der Großen Pest auf Finn. Er gehörte dem niederadligen Stand der Knappen (væpnar) an. Dieser war der Sohn von Eindrinde Bottolvsson auf Kvam und mit Åsa Håvardsdotter von Rogne verheiratet gewesen. Dadurch waren drei Niederadelsgeschlechter von Vestlandet – Finne, Kvam und Rogne – vereinigt worden. So kam viel von den Gütern der Familien Kvam und Rogne nun zur Familie Finne und ein großes Gutsvermögen zusammen. Das erklärt, wieso die beiden Söhne von Bottolv Eindridesson und seiner Frau Åsa keine Probleme hatten, in die Hocharistokratie einzuheiraten. Der Sohn Håvard Bottolfsson hatte Gjertrud, die Tochter des Ritters Jakob Fastulvsson und dessen Frau Elsebe Ottesdotter Rømer, der Sohn Odd hatte Botild Torsteinsdotter geheiratet. Deren Tochter Magnhild, die Frau von Alv Knutsson, war vorher mit dem Ritter Bengt Harniktsson verheiratet gewesen, der um 1446 von Bauern in Gudbrandsdalen getötet worden war, und auch mit einem Sigurd. Mit diesem hatte sie den Sohn Karl Sigurdsson Skaktavl, später Bischof von Hamar (Bischof von 1446 bis 1487), gehabt.

## Der Grundbesitz
Bei der Erbteilung nach dem Tod seines Vaters erhielt er dessen norwegischen Besitz, sein Bruder den schwedischen. 1482 konnte er das Gut Manvik in Brunlanes (heute Teil von Larvik), ein Erbteil von der Großmutter mütterlicherseits, hinzuerwerben. Durch die Ehe mit Magnhild bekam er Landgüter in Hedmark. Der größte Zuerwerb kam 1490, als er Hans Sigurdsson beerbte. Dabei erhielt er die Herrensitze Giske und Sudrheim mit den dazugehörenden Ländereien.

## Politik
Er wohnte meistenteils in Grefsheim in Nes. Von dort betrieb das Ehepaar ihre weiteren Landkäufe, so dass sie über das ganze südliche Norwegen verstreut Güter besaßen. Auf Grund der Verwaltung all dieser Güter nahm er nur in geringem Umfang an der Reichspolitik teil. Vieles deutet aber darauf hin, dass er nach dem Tod von Christoph von Bayern 1448 aktiv Karl Knutsson als Nachfolger unterstützt hat und dass er einer von den 15 Persönlichkeiten war, die anlässlich der Krönungsfeierlichkeiten Karls am 20. November 1449 in Trondheim den Ritterschlag erhielten. Karl Knutsson hatte sich aber gegen Christian I. nicht halten können. Alv Knutsson versöhnte sich mit König Christian. Wahrscheinlich kam er zu dieser Zeit auch in den Reichsrat. Jedenfalls nahm er am Reichstag in Skara 1458 als Ritter teil. Da er Ländereien und Herrensitze in Ostnorwegen und in Sunnmøre war er in der nordafjelske und der sunnafjelske Gruppe des Reichsrates Mitglied. in den 1470er Jahren verwaltete er Andenes und Sunnfjord Len für das Kloster Munkeliv und 1485 wird er als Festungskommandant von Bergenhus erwähnt. Das war aber nur vorübergehend, da 1489 Otte Mattson Rømer diese Stellung innehatte.

## Der Streit mit Hartvig Krummedike
Alv Knutsson kam in Konflikt mit dem mächtigen Hartvig Krummedike auf Brunla. Dieser Konflikt wurde zu einer erbitterten Feindschaft, die damit endete, dass er 1460 den Vogt Hartvig Krummedikes ermorden ließ. Diese Feindschaft wurde auf den von Krummedike veranlassten Mord an Erik Sæmundsson (1449 oder 1450) zurückgeführt, Reichsverweser unter König Karl Knutssons. Alv Knutsson war auch schwedischer Abstammung, Erik Sæmundsson war Schwiegervater seines Bruders Jöns Knutsson.
König Christian I. hatte sich stark für die Versöhnung dieser beiden eingesetzt, doch ohne Erfolg. Auch der norwegische Reichsrat hatte entsprechenden Druck ausgeübt, so dass es auf dem Herrentag in Kopenhagen 1489 zu einer Versöhnung kam. In der nächsten Generation brach der Hass erneut aus, und es kam zum tödlichen Streit zwischen Alvs Söhnen Odd und Knut und Hartvik Krummedikes Sohn Henrik.

## Nachkommen
Alv Knutsson und seine Frau Manhild hatten die Söhne Knut und Odd und die Tochter Karine. Odd Alvsson starb 1497 kinderlos. Knut übertrug seinen gesamten Grundbesitz seiner Schwester Karine auf Grefsheim.